# Disturbios por la captura de Ovidio Guzmán López de 2023
Los disturbios por la captura de Ovidio Guzmán López, también llamado coloquialmente como el Segundo Jueves Negro, Segundo Culiacanazo o Culiacanazo 2.0, fueron una serie de combates armados entre el Ejército Mexicano y el Cártel de Sinaloa tras la detención del narcotraficante Ovidio Guzmán López, hijo de Joaquín Guzmán Loera alias "El Chapo", ocurrido el 5 de enero de 2023.
En múltiples ciudades alrededor de Sinaloa se reportaron enfrentamientos armados, saqueos, robos, incendios intencionados y bloqueos a vialidades. Ocurrió a raíz de un segundo operativo militar de recaptura realizada contra Ovidio Guzmán López, ya que el 17 de octubre de 2019 se entabló un primer operativo que resultó con la liberación de dicho narcotraficante, esto debido a una gran escalada y amenazas con el uso de coches bomba.
Ese mismo día, Guzmán López fue trasladado a la Ciudad de México, donde fue detenido en la Fiscalía Especializada en Materia de Delincuencia Organizada (FEMDO) y posteriormente puesto a disposición del Ministerio Público. Más tarde fue ingresado a la prisión de máxima seguridad Centro Federal de Readaptación Social n.º 1 (CEFERESO N.º 1), en el Estado de México. El 6 de enero de 2023, la extradición de Ovidio Guzmán a Estados Unidos fue cancelada por un juez federal en la Ciudad de México, sin embargo, Guzmán fue extraditado el 15 de septiembre de ese mismo año.

## Antecedentes
El 2 de abril de 2018, la Corte Federal de Columbia, Estados Unidos, gira una orden de aprehensión en contra de Ovidio Guzmán por los delitos de asociación delictuosa para distribuir drogas y para el 25 de septiembre la Fiscalía General de la República solicita al Centro de Justicia Penal Federal de Almoloya de Juárez, Estado de México la orden de detención provisional.
El juez emite la orden de detención provisional con fines de extradición contra Ovidio Guzmán López.
El 17 de octubre de 2019 a las 14:30 hora local, una caravana integrada por las fuerzas de seguridad nacionales y estatales localizaron a Ovidio Guzmán López en el fraccionamiento Tres Ríos de Culiacán, Sinaloa, a lo que procedieron a tomar la vivienda, reteniendo al narcotraficante en el inmueble, hasta que dicho operativo tuvo que terminar. De las 15:25 a las 18:00, hora local se comenzaron a registrar enfrentamientos y bloqueos a vialidades en varias zonas de la ciudad, al igual que emboscadas contra elementos de las fuerzas de seguridad de la ciudad y personal del 110 batallón. Entre las 17:00 y 17:30, las autoridades que retuvieron a Guzmán López en el domicilio, procedieron a liberarlo por orden del presidente Andrés Manuel López Obrador. Meses después el mandatario aclaró lo siguiente: “Cuando se decidió, para no poner en riesgo a la población, para que no se afectara a civiles, porque iban a perder la vida si no suspendíamos el operativo más de 200 personas inocentes en Culiacán, Sinaloa, y se tomó la decisión, yo ordené que se detuviera ese operativo y que se dejara en libertad a este presunto delincuente”
En el primer intento de captura se reportaron ocho muertos (entre ellos un civil), dieciséis heridos, diecinueve bloqueos de calles, catorce enfrentamientos, ocho soldados capturados y liberados, y 68 vehículos militares con impactos de bala, así como agresiones y daños contra el Cuartel Militar en Culiacán y la sede del C4 del estado, al igual que la fuga de 51 presos del penal de Aguaruto.
Luego del Cualiacanazo y la liberación del narcotraficante, Ovidio Guzmán fue visto públicamente hasta febrero de 2020, cuando asistió a la boda de Alejandrina Gisselle Guzmán, hija de Joaquín "El Chapo" Guzmán Loera, sobrino de Blanca Margarita “La Emperatriz del Narco” Cázares Salazar.
Para el evento se cerró la catedral de Culiacán, por lo que el evento fue muy sonado, donde incluso hay fotos y videos donde se le ve a Ovidio Guzmán.

## Cronología
- Diciembre de 2021: Estados Unidos insiste a México con la captura de Ovidio Guzmán, pues el Departamento de Estado de Estados Unidos informó que mandó asesinar a un cantante mexicano tras negarse a cantar en su boda, por lo que ofertó 5 millones de dólares por información que llevará a su captura.

- 5 de enero de 2023: Autoridades mexicanas capturaron a Ovidio Guzmán en una operación realizada temprano en la mañana en las afueras de Culiacán, lugar que por mucho tiempo ha sido la base del Cártel de Sinaloa.
  - 6:30-7:00: Ovidio Guzmán es capturado en las inmediaciones de Culiacán, tras un breve tiroteo.
  - 9:00: El gobierno de Sinaloa suspende actividades laborales.
  - 9:37: El aeropuerto Internacional de Culiacán anunció su cierre de las 08:30 horas hasta las 22:00 horas y pide seguir información en fuentes oficiales.
  - 9:50: La embajada de Estados Unidos en México emite una alerta de seguridad para sus ciudadanos en Sinaloa, debido a reportes de balaceras en Culiacán, Los Mochis, Guasave y otros puntos de la entidad.
  - 12:15: Aeroméxico confirma que el fuselaje uno de sus aviones fue alcanzado  en la mañana por un impacto de bala, cuando estaba listo para iniciar la ruta Culiacán-Ciudad de México. Agregando que el vuelo fue cancelado mientras que los pasajeros y tripulación están a salvo.
  - 12:45: Llega a la Ciudad de México el vuelo que trasladó a Ovidio Guzmán desde Culiacán.
  - 13:00: El Gabinete de Seguridad ofrece un mensaje a medios, donde el secretario de la Defensa Nacional, el general Luis Crescencio Sandoval, confirmó la recaptura en Culiacán de Ovidio Guzmán López, a quien identificó como presunto líder de la fracción "Los menores" afín al Cártel del Pacífico. Se confirma en ese momento que Guzmán López ya se encontraba en la Ciudad de México, específicamente en la Fiscalía Especializada en Materia de Delincuencia Organizada.
  - 16:00: A través de redes sociales se reporta el inicio de saqueos a tiendas departamentales y rapiña a camiones afectados por los narcobloqueos en Culiacán.
  - 20:00: Ovidio Guzmán López ingresa al penal federal de máxima seguridad de 'El Altiplano' luego que fue trasladado vía helicóptero al centro de reclusión, del cual se escapó su padre en el año 2015.[8]

## El operativo y enfrentamientos
El operativo dio inicio en la madrugada del 5 de enero de 2023, luego de cerca de 6 meses de trabajos de inteligencia, cooperación y labores mutuas entre la Secretaría de la Defensa Nacional, la Guardia Nacional, el Centro Nacional de Inteligencia y la Secretaría de Seguridad Pública de Sinaloa. De acuerdo al secretario de Defensa, Luis Cresencio Sandoval, se estableció un cerco perimetral sobre los vehículos sospechosos para persuadirlos sin embargo se desató una agresión. Después de repeler los ataques se identificó a Guzmán López y se realizó su aprehensión alrededor de las 06:20 horas en la localidad de Jesús María, a tan solo 30km al norte de la capital, Culiacán.
Tras la detención del narcotraficante, células del Cártel de Sinaloa comenzaron una serie de bloqueos con vehículos incendiados en múltiples carreteras y avenidas en varias ciudades alrededor de Sinaloa.
Usuarios en redes sociales captaron la situación, mostrando a varios camiones de transporte y vehículos varados en varias gasolineras.

### Sinaloa

#### Culiacán
Tras el arresto del narcotraficante, en Culiacán fue donde más se concentró la violencia, ya que es un importante centro de operaciones del Cártel de Sinaloa. Se reportaron alrededor de 19 bloqueos en diversos puntos de Culiacán, sobre todo en los accesos a la ciudad, al Aeropuerto Internacional de Culiacán y la Base aérea Militar 10. Desde antes de las 8:00 a. m., la Secretaría de Seguridad del Estado confirmó múltiples bloqueos y despojo de vehículos alrededor de la ciudad, pidiendo a los ciudadanos quedarse en casa, hasta que cesen las agresiones.
Por las calles de Culiacán, habitantes de la ciudad captaron a varias caravanas con civiles armados circulando a gran velocidad, presuntamente en apoyo de sus compañeros, quienes se encontraban en la zona de batalla.
En el Centro Penitenciario de Aguaruto, presuntamente se reportó fuerte enfrentamiento en el interior y en las afueras del complejo. Sin embargo, la Secretaría de Seguridad Pública del gobierno de Sinaloa informó que al interior del penal solo se habían presentado quema de basura.
Informando que: “No se han registrado evasiones ni desmanes en su interior, solo quema de basura. Se mantienen los trabajos y despliegues operativos”. A las instalaciones llegaron elementos de la Guardia Nacional, de la Defensa Nacional y la policía del estado para reforzar la seguridad.
En varias tiendas de autoservicio, supermercados y negocios, se reportaron saqueos masivos. El saldo final fue de 6 detenidos.
El subsecretario de Seguridad Pública del Estado, Carlos Alberto Hernández Leyva y varios policías que lo acompañaban, sufrieron una agresión por parte de un helicóptero del Ejército en el poblado La Campana, en la sindicatura de Jesús María. De acuerdo con personal de la SSPE el funcionario y los agentes habrían sido confundidos con sicarios durante los operativos tras la captura de Ovidio Guzmán.
En un audio de la comunicación que Leyva Hernández tuvo vía radio con C4 se escucha alterado diciendo que el helicóptero les está tirando a ellos. Durante la agresión un elemento de la Policía Estatal Preventiva resultó lesionado.

#### Mazatlán
Sobre la carretera México 15, a la altura del crucero del aeropuerto, dos unidades de carga pesada ardieron en llamas sobre el carril de norte a sur y se observaron dos más camino al aeropuerto. Los automovilistas al ver que no había paso empezaron a retornar en sentido contrario o usar calles de terracería.
En la caseta de Mármol, elementos del cuerpo de Bomberos Veteranos acudieron para brindar la atención prehospitalaria a elementos de la Guardia Nacional tras registrarse una balacera con grupos armados.
González Zatarain aseguró que la Secretaría Seguridad pública mantiene total comunicación con las dependencias federales, de las cuales dijo y ya había presencia en el puerto reforzando la seguridad.
En El Venadillo fueron incendiados dos camiones de empresas particulares.

#### Los Mochis
En Los Mochis se reportaron bloqueos entre la Carretera 15 (Los Mochis-Culiacán) y el Libramiento Oriente, al Noreste de la ciudad. Se reportó otro bloqueo entre el Libramiento Poniente y el segundo carril de la Carretera 15, a la altura del Canal Sevelvampo, al Noroeste de la ciudad. También se reportó un incendio de un comercio en las afueras de la ciudad, precisamente en el libramiento Poniente, cerca de la Gasolinera Los Matachines.
Los vuelos al Aeropuerto de Los Mochis fueron cancelados.

#### Guasave
En Guasave se llevó a cabo un bloqueo por la carretera Internacional México 15, a la altura de la comunidad de Las Brisas, en los límites con el municipio de Salvador Alvarado, donde un tráiler y una pipa, que al principio se pensaba contenía algún líquido flamable, pero luego se confirmó que no, pues la unidad transportaba productos para la alimentación de ganado. También fueron quemados nueve vehículos que fueron despojados por delincuentes, para después prenderles fuego y bloquear la circulación en ambos sentidos.

#### Navolato
Hombres armados llegaron hasta la Delegación de Cruz Roja Navolato, Sinaloa, y se llevaron dos ambulancias, con la aparente intención de brindar atención médica a los heridos durante el enfrentamiento donde fue capturado Ovidio Guzmán.
El director de la Secretaría de Seguridad Pública de Navolato, Rodolfo Castañeda Beltrán, confirmó el despojo de las dos unidades, las cuales se encontraban estacionadas afuera de la estación.
En ese mismo municipio también se reportaron bloqueos, especialmente hacia la sindicatura de Villa Adolfo López Mateos, donde fueron atravesados algunos vehículos para impedir la circulación.  Las autoridades locales continuaron pidiendo a la población no salir a las calles en caso de no ser necesario, en ese municipio y en los alrededores, a fin de evitar incidentes con los grupos criminales.

#### Escuinapa
En las inmediaciones de Escuinapa,  El coronel de infantería Juan José Moreno Orzua fue emboscado y asesinado, durante el operativo desplegado tras la detención de Ovidio Guzmán.
Medios de comunicación locales señalan que el coronel, junto con otros cuatro elementos del Ejército, salieron de Nayarit rumbo a Sinaloa, con el fin de apoyar las labores de seguridad en el estado, cuando fueron emboscados por miembros del Cártel de Sinaloa ligados a "Los Chapitos".
Alrededor de las 14:50 horas se declaró el deceso de Moreno Orzua por proyectil de arma de fuego en el hemotórax derecho, tras ser trasladado al municipio de Acaponeta, en Nayarit, para recibir atención médica, perdiendo la vida al llegar al IMSS.

### Sonora

#### Ciudad Obregón
Medios locales y ciudadanos reportaron distintos bloqueos que aparecieron en Ciudad Obregón, Sonora, luego de los hechos violentos reportados en Sinaloa.
Un tráiler incendiado bloqueó la circulación de la carretera 15, en el kilómetro 210, rumbo al Aeropuerto Internacional de Ciudad Obregón, una de las entradas a la ciudad, en el limítrofe con el municipio de Cajeme.

## Consecuencias
Los incidentes provocaron una situación de máxima seguridad. Los disturbios llevaron al cierre temporal del Aeropuerto Internacional de Culiacán. El Gobierno del Estado de Nayarit, que limita con Sinaloa, ha reforzado las fronteras para evitar que la violencia se extienda a su territorio. Mientras que la Embajada de EE.UU en México emitió un mensaje a sus ciudadanos alertando de la situación. “Hay reportes de balaceras en varias partes del Estado, incluyendo Culiacán, Los Mochis y Guasave. Monitoren noticias. El Consulado les recuerda que el Departamento de Estado clasifica Sinaloa como nivel 4 “No Viajar”. 
También se reportaron saqueos en partes de Culiacán, y numerosas empresas y bancos anunciaron cierres temporales en todo el estado. Periodistas en el área informaron múltiples robos de vehículos y demandas de llaves de autos.
En el operativo durante y tras la detención de Ovidio Guzmán en la madrugada del jueves participaron 3.586 efectivos de las Fuerzas Armadas, quienes también afrontaron la violencia desatada en las calles de ciudades afectadas por la ola de violencia.
Ovidio Guzmán fue trasladado la noche del jueves al Centro Federal de Readaptación Social (CEFERESO) número 1 Altiplano -conocido también como el penal de Almoloya-, ubicado en Estado de México, donde fue recluido su padre y del que se fugó en 2015.
El general Secretario expuso que en total fueron 21 detenidos del Cártel de Sinaloa y 19 presuntos agresores fallecidos. Se aseguraron 4 fusiles Barret, seis ametralladoras calibre 50 y 7.62, 20 armas largas, dos armas cortas, 111 cargadores abastecidos con cartuchos de distintos calibres, 595 cartuchos de diferentes calibres y 2 chalecos antibalas.
Además, fueron asegurados 13 vehículos y otros 40 se inutilizaron, entre ellos 26 con blindaje.
En este ataque murieron tres efectivos militares, sumados a los 7 que cayeron en Jesús María al capturar a Ovidio Guzmán.